# Acacia joachinii
Acacia joachinii é uma espécie de leguminosa do gênero Acacia, pertencente à família Fabaceae.